# Wiązanie N-glikozydowe

Wiązanie N-glikozydowe w cząsteczce adenozyny

Wiązanie N-glikozydowe – rodzaj wiązania glikozydowego pomiędzy anomerycznym atomem węgla cząsteczki cukru a atomem azotu, zwykle wchodzącego w skład zasady azotowej. Występuje w wielu ważnych biocząsteczkach, m.in. w nukleotydach i kwasach nukleinowych.
Wiązanie to, jak każde wiązanie glikozydowe, pozbawia cząsteczkę cukru właściwości redukujących. Stosunkowo łatwo ulega hydrolizie kwasowej, jest odporne na hydrolizę w warunkach zasadowych.
W cząsteczkach pochodzenia naturalnego wiązanie N-glikozydowe występuje w konfiguracji β, czyli skierowane jest „do góry” od anomerycznego atomu węgla we wzorze Hawortha cząsteczki cukru.